# David Boily

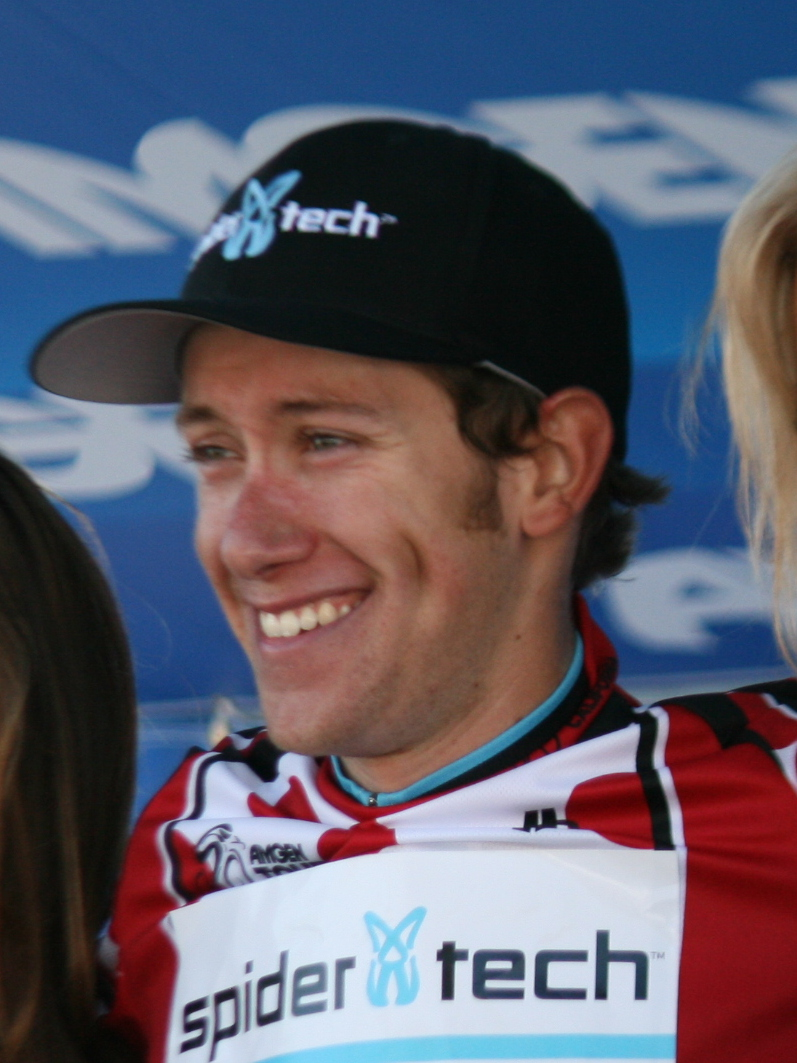
David Boily 2012

David Boily (* 28. April 1990 in Québec) ist ein kanadischer Bahn- und Straßenradrennfahrer.
David Boily belegte 2008 bei dem Juniorenrennen Tour de l’Abitibi den dritten Platz in der Gesamtwertung hinter Arnaud Jouffroy und Charlie Avis. Auf der Bahn wurde er zusammen mit Antoine Duchesne kanadischer Juniorenmeister im Madison. Im nächsten Jahr wurde er Sechster der Gesamtwertung beim Univest Grand Prix und er startete im U23-Straßenrennen der Weltmeisterschaft in Mendrisio, welches er jedoch nicht beenden konnte. Von 2010 bis 2012 fuhr Boily für das kanadische Team SpiderTech.

## Erfolge
2008
- Kanadischer Meister – Madison (Junioren) mit Antoine Duchesne

## Teams
- 2010 SpiderTech-Planet Energy
- 2011 Team SpiderTech-C10
- 2012 SpiderTech-C10
- 2013 Amore & Vita